# Sideritis syriaca
Espèce
Classification phylogénétique
Statut de conservation UICN

 LC  : Préoccupation mineure

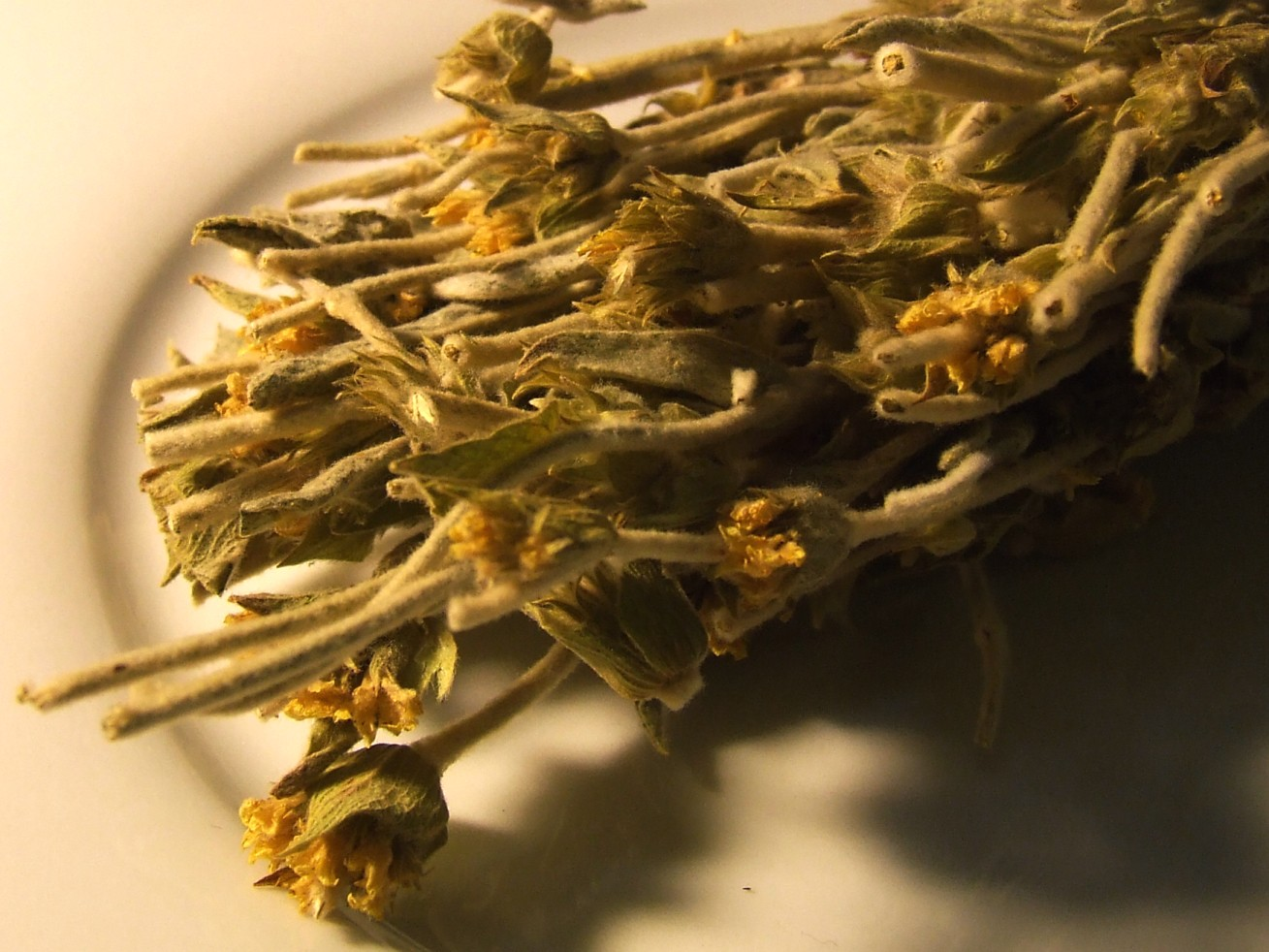
Fleurs séchées de Sideritis syriaca.

Sideritis syriaca, communément appelé crapaudine de Crète (en anglais ironwort), est une espèce de plantes à fleurs de la famille des Lamiaceae. C'est une plante similaire à la camomille, utilisée dans les Balkans (où elle est connue sous le nom de « thé de montagne ») pour faire une tisane de saveur légèrement sucrée. Elle pousse à haute altitude dans les montagnes. On le trouve couramment sur les sols humides, sur les hauts pâturages, au-dessus de 1500 m.